# Meiosquilla tricarinata
Meiosquilla tricarinata är en kräftdjursart som först beskrevs av Lipke Bijdeley Holthuis 1941.  Meiosquilla tricarinata ingår i släktet Meiosquilla och familjen Squillidae. Inga underarter finns listade i Catalogue of Life.